# Ernemont-sur-Buchy
Ernemont-sur-Buchy település Franciaországban, Seine-Maritime megyében. Lakosainak száma 293 fő (2022. január 1.). Ernemont-sur-Buchy Boissay, Héronchelles, Sainte-Croix-sur-Buchy és Saint-Germain-des-Essourts községekkel határos.

## Népesség
A település népességének változása:
| Lakosok száma | 273  | 288  | 299  | 299  | 298  | 294  | 293  | 294  | 293  |
|               | 2013 | 2015 | 2016 | 2017 | 2018 | 2019 | 2020 | 2021 | 2022 |